# Айлант високий (Кам'янець-Подільський, вул. Л. Українки, 83)
Айла́нт висо́кий — ботанічна пам'ятка природи місцевого значення в Україні. Розташована в межах міста Кам'янець-Подільський, вул. Л. Українки, 83. 
Площа 0,01 га. Статус надано згідно з рішенням облвиконкому від 21.11.1984 року № 242. Перебуває у віданні: КП «Кам'янецький парк». 
Статус надано з метою збереження одного дерева айланта найвищого (Ailanthus altissima).